# Monasterio de la Sagrada Familia (Nueva York)
El Monasterio de la Sagrada Familia, también conocido como vaticancatholic (por usar este nombre en sus medios digitales y sus variantes en otros idiomas) es una organización católica sedevacantista dirigida por Frederick "Michael" Dimond. Debido a la publicación de un folleto titulado "Las 101 Herejías del Anti-Papa Juan Pablo II" fue declarado "Una organización disidente que desafía la autoridad del [anti]Papa" por la Liga Católica en enero de 1999. El grupo también ha sido condenado por la diócesis de Lincoln, Nebraska, y fue designado como un grupo de odio por el Southern Poverty Law Center.

Insignia de la Sede Vacante, la iglesia ha tenido más de 20 episodios en los que la Sede ha estado vancante incluso durante años.

## Historia
El Monasterio de la Sagrada Familia fue fundada en 1967, en Berlín, Nueva Jersey, por un monje benedictino llamado Joseph Natale (1933-1995), originalmente como una comunidad para los hombres con discapacidad. Natale entró en la Archiabadía benedictina en Latrobe, Pennsylvania, en 1960 como postulante laico, pero se fue en menos de un año después a poner en marcha su propio Monasterio de la Sagrada Familia.
A lo largo de la década de 1960 y principios de 1970, Natale denunció el Concilio Vaticano II y la Nueva Misa, para mediados de la década de 1970 la comunidad se había separado del Vaticano. A mediados de la década de 1980, había diez monjes en él, pero en 1994 el número se redujo a tres. Poco después de una conferencia en 1994, John Vennari fue a trabajar para el Padre Nicholas Gruner.
Natale murió en 1995 , tras lo cual Michael Dimond (Frederick Dimond de nacimiento), quien se unió en 1992 a la edad de 19 después de convertirse al catolicismo cuatro años antes, fue elegido Superior. Poco después, se trasladó a Granger, Nueva York (cerca de Fillmore, Nueva York), donde Natale poseía más de 90 acres (36 hectáreas) de terreno donado.

## Sacramentos
El Hermano Pedro Dimond escribió: "En la recepción de los sacramentos por parte de ciertos sacerdotes bizantinos durante la última década -es decir, aquellos que no son manifiestos en sus herejías- He recibido lo que considero, son tremendas gracias espirituales".